# Martin Knosp
Martin Knosp, född den 7 oktober 1959 i Renchen, Tyskland, är en västtysk brottare som tog OS-silver i welterviktsbrottning i fristilsklassen 1984 i Los Angeles.